# Frequenzteiler

Frequenzteiler 8:1 aus 3 T-Flipflops, die steigende Flanken erfassen

Ein Frequenzteiler ist eine elektronische Schaltung, die eine Eingangsfrequenz in einem bestimmten ganzzahligen Teilungsverhältnis vermindert. Die Schaltungen dazu werden weitgehend digitaltechnisch ausgeführt, zum Beispiel mit Zählschaltungen aus bistabilen Kippstufen oder mit Ringzählern.
Das Eingangssignal ist dazu eine Rechteckspannung, von der eine Flanke ausgewertet wird. Diese muss genügend steil sein; ihre Anstiegs- oder Abfallzeit darf bestimmte Werte nicht überschreiten, die bei den vorzugsweise verwendeten TTL-Bausteinen in der Größenordnung von 50 ns liegen. Andere Signalverläufe (beispielsweise Sinus) müssen über einen Schmitt-Trigger in einen Rechteckverlauf überführt werden. Teilweise ist der Schmitt-Trigger in integrierten Kippstufen bereits enthalten. Die Ausgangssignalform kann symmetrisch oder unsymmetrisch sein.

## Funktionsweise

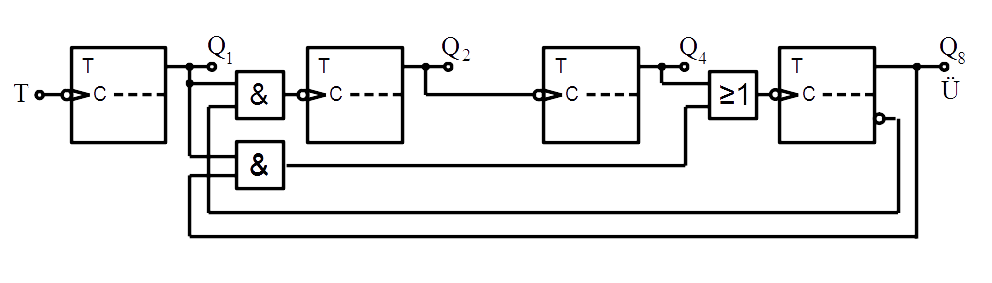
Asynchroner Frequenzteiler 10:1 aus 4 T-Flipflops; der Übertragsausgang Ü kann mit dem Takteingang T einer weiteren Zählstufe für die nächsthöhere Dezimalstelle verbunden werden. Jedes Kippglied reagiert auf fallende Flanke.

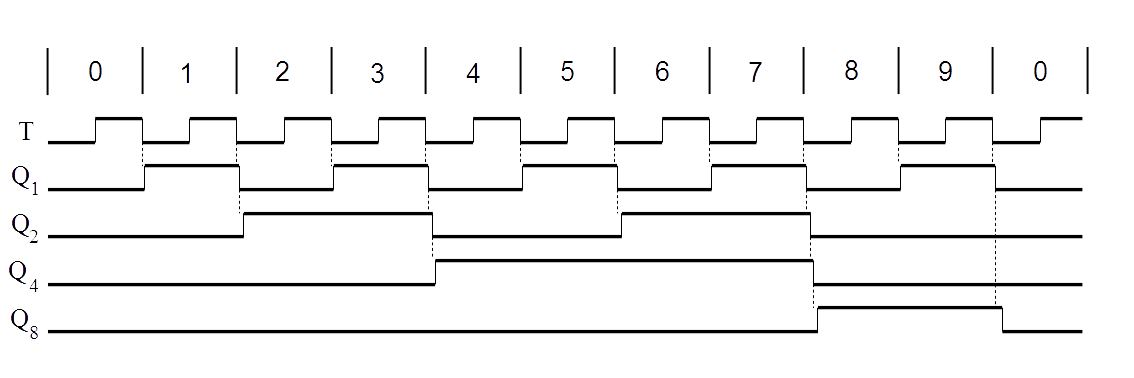
Signal-Zeit-Diagramm zu vorstehendem Teiler

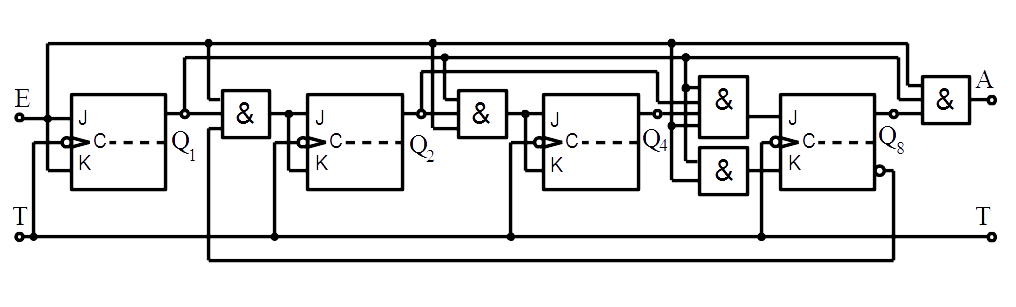
Synchroner Frequenzteiler 10:1 aus JK-Flipflops.
Zur Zählerfreigabe wird der Eingang E an „logisch 1“ gelegt; bei angehängten Zählstufen für höherwertige Stellen wird E mit dem Ausgang A der Vorstufe verbunden. Das zu zählende Signal wird an T gelegt und über alle Stufen durchverbunden.

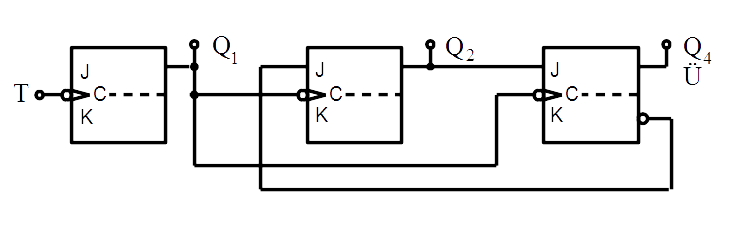
Asynchroner Teiler 6:1 aus JK-Flipflops; unbelegte Eingänge liegen an „logisch 1“

Zum Aufbau einfacher asynchroner Frequenzteiler für rechteckige Signale können flankengesteuerte Flipflops unmittelbar hintereinandergeschaltet werden. Einige Flipflop-Ausführungen ändern zu einer festgelegten (steigenden oder fallenden) Flanke im Eingangssignal bei geeigneter Schaltung ihr Ausgangssignal ins Gegenteil. Nach jeweils zwei dieser Flanken am Eingang entsteht eine gleichgerichtete Flanke am Ausgang, siehe im Signal-Zeit-Diagramm „Q1“ gegenüber „T“; die Frequenz eines anliegenden Taktes wird damit durch 2 geteilt. 
Für die Anwendung als Frequenzteiler gibt es spezielle Flipflop-Schaltkreise, die auch als Zähler bezeichnet werden. Das Teilungsverhältnis bevorzugt die Potenzen der 2 oder 10. Auch andere Teilungen sind durch geeignete Beschaltung möglich. Das Schaltbild des Teilers 10:1 enthält einen Teiler 2:1 und einen Teiler 5:1. Der Teiler 6:1 setzt sich aus Teilern 2:1 und 3:1 zusammen. Gleichartige Schaltungen lassen sich in Reihe schalten, beispielsweise für ein Verhältnis 1000:1. Nicht mitgezeichnet, aber stets erforderlich, ist eine Rücksetzleitung, die jedes Speicherglied taktunabhängig in einen definierten Anfangszustand bringen kann.
Man unterscheidet zwischen Asynchronzählern, in denen Verzögerungen durch Gatterlaufzeiten entstehen, und Synchronzählern, die schneller und oft aufwändiger sind. Eine weitere Möglichkeit sind sogenannte Automaten. 
Neben elektronischen Methoden zur Frequenzteilung sind auch mechanische, pneumatische und optische Prinzipien anwendbar.

## Anwendung
Digital-elektronische Frequenzteiler sind weit verbreitet. Sie befinden sich beispielsweise in Quarzuhren, Rechnern und deren Taktgeneratoren, in den PLLs von Rundfunk- und Fernsehgeräten, elektronischen Orgeln, Schrittmotoren und Messgeräten wie Frequenzzählern, Zeitmessern und Spannungsmessern nach dem Dual-Slope-Verfahren. Bei bekannter Frequenz, etwa aus einem Schwingquarz, werden Frequenzteiler zu Timern, in denen proportional zum Teilungsverhältnis aus Periodendauern eine Zeitspanne erzeugt wird.

## Messgrenzen
Standardschaltungen erreichen etwa 100 MHz (108 Hz), die schnellsten Schaltungen können bis etwa 1011 Hz arbeiten. Die Kombination aus sehr schneller Elektronik und Laser heißt Frequenzkamm und erlaubt Messungen bis 1015 Hz.